# Victimisme
El victimisme és la tendència a considerar o fer-se passar per víctima. Una víctima és qui pateix un dany personalitzable per cas fortuït o culpa aliena. El victimista es disfressa, per tant, de víctima conscient o inconscientment simulant una agressió o menyscapte inexistent, i/o responsabilitzant erròniament a l'entorn o als altres.
En lògica, el victimisme és una retòrica demagògica que busca desprestigiar d'una forma fal·laç l'argumentació de l'adversari denotant com imposada o autoritària. Per això, el subjecte victimista posiciona al seu adversari de forma implícita com atacant en adoptar una postura de víctima en el context de la discussió.

## Retòrica victimista
La retòrica victimista és una tècnica demagògica que consisteix a desqualificar l'adversari mostrant com atacant en lloc de refutar les seves afirmacions. Per això el subjecte adopta el rol de víctima dins del context de la discussió, de manera que l'altre interlocutor queda posicionat implícitament davant de tercers com un impositor autoritari i la seva argumentació com a mera imposició o atac. De vegades es realitza juntament amb la retòrica del punt mitjà i es relaciona estretament amb la conducta megalomaníaca.
D'aquesta manera els seus arguments són difícilment refutables, perquè qualsevol contraargumentació queda transformada en prova de l'omnipotència o subtilesa de l'ofensor. Per contra, qualsevol atac que realitzi queda embolicat en un mantell de candidesa, ja que suposadament s'està defensant justificadament.
 Exemple 
 «El Sol està a menys de 10 quilòmetres de la Terra».
 «Això no és cert, el Sol es troba a 149.597.871 quilòmetres de la Terra, és un fet provat» .
- Retòriques victimistes

 «Aquesta persona sempre m'està  atacant, m'acusa afirmant que ment. Tracta d'imposar el seu punt de vista, és  injust».
«Si us plau disculpar, la meva opinió  mereix ser respectada. I no pot  imposar  la seva sobre la dels altres. És vostè  un dictador».

### Retirada victimista
De vegades, aquesta retòrica va encaminada a no reconèixer els errors propis, eludint la responsabilitat o la rectificació. D'aquesta manera, l'orador victimista aconsegueix escapolir de la discussió desprestigiant l'argument vencedor sense reconèixer que estava equivocat, o com a últim recurs quan finalment es veu incapacitat per exposar un argument racional.
Exemple 
«El Sol està a menys de 10 quilòmetres de la Terra»
«Això fals perquè […] Per tot això queda provat que el Sol es troba a 149.597.871 quilòmetres de la Terra. Podria deixar d'afirmar que està a 10 quilòmetres? El seu filibusterisme i conducta troll està creant confusió entre els que ens llegeixen».
- Retòriques victimistes

 «I ara em culpa de confondre als altres! Per descomptat vostè no té un mínim d'educació. Deixo la discussió, és clar que discutir amb vostè és inútil, finalment imposarà la seva versió» .
«Aquesta persona no para de dir que tot el que dic és fals. No em queda altra alternativa que desistir, ja que es dedica a atacar abans d'escoltar tan sols. De tota manera deixo assentat que, el fet de no expressar més la meva opinió, no és perquè comparteixi l'opinió amunt expressada, sinó que no em queda més remei que cedir davant el seu assetjament».
«Que facin el que vulguin, està vist que desitgen imposar la seva opinió. ¿Què puc fer jo, si gairebé em mengen en l'última discussió? Està vist que hi ha qui aprofita qualsevol ocasió per acusar els altres de mentiders i trolls. »

### Estratègies victimistes
Amb el recurs del victimisme, quan la personalitat paranoide desitja influir en la presa de decisions aliena sol anar a dues estratègies:
- Victimisme populista dictatorial paranoide: Culpabilitzar de supòsits fracassos al quadre directiu (directors, administradors...) adoptant el paper de víctima rebutjant qualsevol autocrítica i reclamant justícia popular (execucions, acomiadaments, amenaces...).
- Victimisme paranoide intergrupal: Acusar d'una suposada persecució, conspiració o incomprensió per part de l'altre grup. És característic del victimisme irredempt.

## Trastorn victimista
El victimisme és un trastorn paranoide de la personalitat molt comú en la qual el subjecte adopta un rol de víctima per tal de, per una banda, culpar altres de conductes pròpies, i de l'altra, enarborar la compassió de tercers com a defensa a supòsits atacs.
Mitjançant una projecció, en el sentit de Sigmund Freud, el victimista recorre a l'estratègia mental de posar fora de si la responsabilitat o els mals que realment li pertanyen. En aquest sentit, la personalitat de víctima o victimisme, consisteix llavors a defensar de possibles situacions de malestar a través del no reconeixement i la projecció externa d'una determinada situació. Aquests es mostren febles i maltractats per trobar el suport d'altres i evitar haver de realitzar els esforços que la seva situació de vida, natural o adquirida els requereix.
Com que aquesta mentalitat no sempre aconsegueix assolir els objectius aquesta condueix al seu torn amb facilitat a la desesperació, el conformisme davant l'infortuni i fins i tot el ressentiment, la ira o el desig de venjança contra el que l'envolta; formant un victimisme agressiu, una manera rabiosa de victimisme que consisteix a molestar perquè altres no són com nosaltres o com desitgem que siguin. En aquests casos la tendència és a atacar-los, acusar, etiquetar per danyar-los moralment, emocionalment o físicament en una demostració d'intolerància excloent. Per això de vegades sorgeix juntament amb la megalomania, ja que el subjecte, on no es veu contínuament elogiat i acceptat, es veu víctima de suposades conspiracions i hostilitats (victimisme intergrupal).

### Característiques

#### Deformació de la realitat
El subjecte creu que és només una víctima de l'entorn o els altres, de manera que la culpa en tot cas és l'entorn o els altres.
El subjecte mostra un pessimisme exacerbat enfront de la realitat que l'envolta, sobredimensionant el negatiu, recelant del que sorgeix al seu voltant i presumint mala fe. D'aquesta actitud sorgeix un morbós afany per descobrir greuges nimis per sentir-se discriminat o maltractat per tal d'atribuir a instàncies exteriors una suposada actitud perversa i agressiva que representa tot el dolent que li passa. D'aquesta manera, la seva susceptibilitat els porta a reaccionar amb crispació davant la més mínima crítica, elevada immediatament a la consideració de greu ofensa.

#### Consol en el lament
El subjecte creu que és només una víctima de l'entorn o els altres, de manera que no mereix sentir-se culpable.
El subjecte troba plaer en manifestar-se com una víctima davant dels altres. Aquesta  cultura de la queixa  en realitat és una forma cridar l'atenció, pidolant protagonisme mitjançant una estratègia de laments i forçant la compassió dels que l'envolten. D'aquesta manera, en lloc de lluitar per millorar les coses el subjecte competeix en l'exhibició de les seves suposades desgràcies.

#### Incapacitat d'autocrítica
El subjecte creu que és només una víctima de l'entorn o els altres, de manera que no té la culpa de res del que fa.
El subjecte victimista no pot extreure una crítica constructiva del que l'envolta, tendint a considerar com a enemic a qualsevol que s'atreveixi a fer-li alguna correcció. Com a màxim serà capaç d'acceptar quan provingui d'algú que li resulti afí. D'aquesta manera, el victimista s'autocontempla amb indulgència, eludint la seva veritable responsabilitat, sentint que la seva posició de víctima justifica tots els seus actes. Per a les persones que cauen en aquesta actitud, tot el que els fan a ells és intolerable, mentre que els seus propis errors o defectes són només simples futileses sense importància que seria una falta de tacte assenyalar.